# Gebandeerde kruiskruidboorvlieg
De gebandeerde kruiskruidboorvlieg (Sphenella marginata) is een vliegensoort uit de familie van de boorvliegen (Tephritidae). De wetenschappelijke naam van de soort is voor het eerst geldig gepubliceerd in 1814 door Fallen.

## Kenmerken
Volwassen exemplaren bereiken een lichaamslengte van 3 tot 3,7 millimeter. De kop en het schildje zijn geel tot lichtbruin gekleurd. Het mesonotum en de buik zijn beige gekleurd. De poten zijn geelrood van kleur. De vrouwtjes hebben een zwarte legboor. De vleugels hebben een soortspecifiek kleurpatroon. Ongeveer twee derde van de weg loopt een brede, donkerbruine dwarsband. Op de vleugeltip bevindt zich een grotere donkerbruine vlek. In de directe omgeving op de voorrand van de vleugel bevindt zich nog een donkerbruine randvlek. Extra donkerbruine vlekken bevinden zich langs de voorrand tussen de basis van de vleugel en de dwarsband.

## Verspreiding
Sphenella marginata komt algemeen voor in Europa. Het verspreidingsgebied strekt zich noordwaarts uit tot Scandinavië en de Britse eilanden. In het zuiden strekt het voorval zich uit tot in het Middellandse Zeegebied (Spanje, Egypte). In het oosten strekt de afzetting zich uit tot West-Siberië, Afghanistan en Iran. Ook op de Canarische Eilanden en Zuid-Afrika zijn vondsten gedaan.